# Olof van der Meulen
Roelof Anttonius "Olof" van der Meulen (Sneek, 8 de novembro de 1968) é um ex-jogador de voleibol neerlandês que participou de duas das seleções mais vitoriosas do voleibol dos Países Baixos; as medalhistas olímpicas em 1992 e 1996.
Em sua primeira Olimpíada, van der Meulen contribuiu para que a sua seleção nacional alcançasse a inédita final dos Jogos de Barcelona, onde a equipe perdeu para o Brasil e ficou com a medalha de prata.
Quatro anos depois, estava novamente em uma cita olímpica e, assim como em Barcelona, alcançou a final da competição. Contra a rival europeia Itália, a vitória por 3 sets a 2 garantiu a inédita medalha de ouro nos Jogos de Atlanta.